# Bänken
Bänken (på danska: Bænken) är en dansk film från 2000 med Jesper Christensen i huvudrollen, regi och manus av Per Fly. Filmen hade 226 614 biobesökare i Danmark.

## Handling
Kaj var en gång i tiden en av Danmarks främsta gourmetkockar, men nu är han en bitter och alkoholiserad man som bor i förort i Köpenhamn. Dagarna fördriver han med att sitta på en bänk på det lokala torget och tillsammans med andra likasinnade dränka sin bitterhet i spriten och beklaga sig över livet. Så skulle nog resten av Kajs liv ha sett ut men en dag förändras allt när en kvinna vid namn Liv kommer till förorten med sin son Jonas, hon är på flykt från sin make som misshandlat henne. Kvinnan är Kajs dotter som han inte har träffat på 19 år.

## I rollerna
- Jesper Christensen - Kaj
- Stine Holm Joensen - Liv
- Nicolaj Kopernikus - Stig
- Jens Albinus - Kim
- Lars Brygmann - Lars
- Sarah Boberg - Connie
- Benjamin Boe Rasmussen - Bo

## Utmärkelser
- Filmen belönades med en - Bodil för Bästa Danska Film
- Jesper Christensen - Bodil för Bästa Manliga huvudroll
- Nicolaj Koperikus - Bodil för Bästa Manliga biroll
- Per Fly - Bodil för Bästa Regi